# Mlask podniebienny dźwięczny
Mlask podniebienny dźwięczny – rodzaj dźwięku spółgłoskowego występujący w niektórych językach naturalnych. W międzynarodowej transkrypcji fonetycznej IPA oznaczany jest symbolem ǂ̬, ᶢǂ lub gǂ. Jest to dźwięczny wariant mlasku podniebiennego (bezdźwięcznego).

## Artykulacja
W czasie artykulacji podstawowego wariantu [gǂ]:
- modulowany jest prąd powietrza zasysanego powstały wyniku różnicy ciśnień wytworzonej przy grzbiecie języka wzniesionym do góry, czyli artykulacja tej spółgłoski wymaga inicjacji ustnej i ingresji (zob. mlaski)
- podniebienie miękkie jest podniesione, mamy do czynienia z artykulacją ustną,
- prąd powietrza w jamie ustnej przepływa ponad całym językiem lub przynajmniej powietrze uchodzi wzdłuż środkowej linii języka
- przednia część języka tuż za jego brzegiem unosi się ku zadziąsłowej części podniebienia twardego, tworząc zwarcie, równocześnie grzbiet język wznosi się stromo w kierunku podniebienia miękkiego i języczka tworząc całkowite drugie zwarcie. W powstałej komorze dochodzi do powstania podciśnienia wyniku „ssącego” ruchu języka do tyłu. Następuje przerwanie blokady za dziąsłami, przy czym równocześnie powietrze jest zasysane do środka, co daje akustycznie charakterystyczny mlask.
- więzadła głosowe drgają, jest to spółgłoska dźwięczna

## Występowanie
- Mlask podniebienny dźwięczny występuje w języku naro, w którym zapisywany jest za pomocą trójznaku Dtc[1].